# КТО в Ингушетии (2023—2024)
Режим контртеррористической операции на территории Республики Ингушетия был введён весной 2023 года в результате нападений вооружённой группы на сотрудников полиции. Группа состояла из шестерых парней, целью которых, предположительно, был джихад против российских силовых структур. В ходе противостояния с группировкой российские силовики убили двоих и арестовали двоих участников нападений, ещё двое продолжают разыскиваться. 3 марта 2024 года режим контртеррористической операции был отменён.

## Предпосылки
В конце февраля 2023 года стало известно об исчезновении трёх студентов Астраханской медакадемии: двоих братьев-жителей Ингушетии Рамазана и Малика Гандалоевых, 2001 и 2000 годов рождения, и жителя Дагестана Арсена Гаммадова, 1999 года рождения. Из Астрахани они уехали в Ингушетию.
22 марта ингушский ЦПЭ и спецназ в Сунженском районе у села Алхасты задержали Малика и Арсена, было заявлено о нахождении тайника с продуктами и СВУ. На обоих завели уголовные дела.
26 марта Рамазан Гандалоев явился с повинной в полицию в Малгобеке с адвокатом и отцом. Предполагается, что трое студентов изначально собирались примкнуть к вооружённой группе и их задержание спровоцировало группу на активные действия, которые начались на следующий день.

## Атаки на силовиков
Около полуночи с 27 на 28 марта 2023 года в районе села Кантышево Назрановского района был обстрелян полицейский пост «Волга-14», предположительно, тремя лицами с автоматами, передвигавшимися на ВАЗ-21099 серебристого цвета, полицейские открыли ответный огонь и завязалась перестрелка, нападавшие сумели скрыться. При нападении были ранены двое полицейских, один из них — 38-летний старший лейтенант из Томской области, также ранен один из нападавших. В Ингушетии был объявлен план «Перехват». Заведено уголовное дело по статье 317 УК РФ.
Через несколько часов была дана ориентировка на троих нападавших:
- Микаил Мошхоев, 1998 года рождения, родом из села Кантышево;
- Рамазан Эльдиев, 1998 год, село Кантышево;
- Амир Боков, 2001 год, Малгобек.

На следующий день в Карабулаке был найден мёртвым раненный участник нападения Рамазан Эльдиев. В предсмертном голосовом сообщении сёстрам Эльдиев заявил, что его никто ни к чему не принуждал и что он поступил так не за материальное вознаграждение: «То, что я хочу сделать, — это мой долг, который на меня возложил Аллах». УФСБ по РИ объявило в розыск пятерых мужчин по подозрению в терроризме.
Столкновение с полицейскими повторилось днём 3 апреля в Малгобекском районе. В заброшенной кошаре силовики наткнулись на вооружённых людей, завязалась перестрелка в ходе которой один сотрудник полиции был ранен. Члены группы скрылись на легковой машине. Вечером 3 апреля в Ингушетии введён режим КТО. В группу подозреваемых был включён Мовсар Коттоев, 1997 года рождения, его тело было найдено 5 апреля в заброшенном доме в селе Акки-Юрт.

## КТО
5 апреля силовикам стало известно, что группировка из четырёх человек скрывается в доме в селе Зязиков-Юрт. В ночь с 5 на 6 апреля дом был блокирован, отрядом спецназа была проведена операция по штурму с использованием бронетехники. В результате перестрелки погибло трое полицейских: майор Башир Хаутиев и двое сотрудников из Тулы: капитан Максим Алехин и сержант Максим Родионов, ещё 8 были ранены. Группировка, оборонявшаяся автоматами и гранатами, скрылась.
МВД России по РИ объявило награду в 3 миллиона рублей за информацию о разыскиваемых. 7 апреля силовики заявили, что Амир Боков сдался полиции, трое ещё разыскивались. 8 апреля задержан Микаил Мошхоев.
Всё ещё разыскиваются, по состоянию на сентябрь 2023 года, ещё два члена группы:
- Адам Оздоев, 1987 года рождения[17].
- Амирхан Гуражаев, 1989 года рождения[18].

Награда за информацию о них в июле была увеличена до 5 миллионов рублей. ФСБ задержаны 18 человек по подозрению в пособничестве членам группировки.
К концу июня количество задержанных по обвинению в пособничестве группировке и хранения оружия и боеприпасов увеличилось до 20 человек.

## Аналитика
Правозащитник из «Мемориала» Александр Черкасов рассматривает случившееся как проявление периодической активизации вооружённого северо-кавказского подполья и как на подтверждения того, что меры по борьбе с исламским сопротивлением не решили проблему, а только сделали её не первоочерёдной. По мнению кавказоведа Ахмета Ярлыкапова, ранее перешедшее в «спящий режим» руководство подполья, сейчас активизировалось.
Как пишет ингушский правозащитник Магомед Муцольгов, для борьбы с нападавшей группировкой власти предприняли беспрецедентную кампанию, в ходе которой множество родственников нападавших участвовали в их поисках и записывали публичные видеообращения с просьбой сдаться. Однако, по словам Муцольгова, эффективность такого метода нивелируется теми репрессиями, которые одновременно проводили силовики: у некоторых родных нападавших нашли боеприпасы и арестовали, правозащитник считает, что боеприпасы подбросили для фабрикации дела. В докладе «Мемориала» отмечается подозрительность того факта, что в ходе каждого обыска родственников находились боеприпасы, хотя обыски были заранее ими ожидаемы: это, по выводу правозащитников, говорит о вполне возможной подброшенности предметов.
По мнению оппозиционного ингушского блогера Ислама Белокиева, причиной выступления молодых людей был многолетний произвол властей, в результате которого подавляемый протест молодёжи перешёл в насильственную форму. По его словам, для большинства населения Ингушетия участники нападений — не террористы, так как они не вредили мирному населению.
Комментируя события, глава Ингушетии Махмуд-Али Калиматов возложил вину на сложившееся у парней «искажённое представление о нашей чистой религии, что даже в самый священный для нас месяц Рамадан они пошли на более всего осуждаемое Всевышним преступление— покусились на жизни людей».